# Diamantklarhet
Diamantklarhet är ett mått för kvaliteten av diamanter. 
Diamantklarhet i Sverige och USA menas med hur mycket inneslutna mineral, sprickor och tillväxtfenomen påverkar klarheten inuti och utanpå en sten. I andra länder kan det vara olika, i till exempel Tyskland så menar man endast klarheten inuti stenen.
De olika sakerna som påverkar klarheten kan sammanfattas med ordet ”inneslutningar” eller ”inclusions” på engelska.
Diamantklarhet graderas på olika sätt:
- Internally Flawless är en klarhetsgrad för diamanter och betyder att diamanten är fri från inneslutningar sett av en erfaren graderare under 10 gångers förstoring.